# Veer Maassluis-Rozenburg

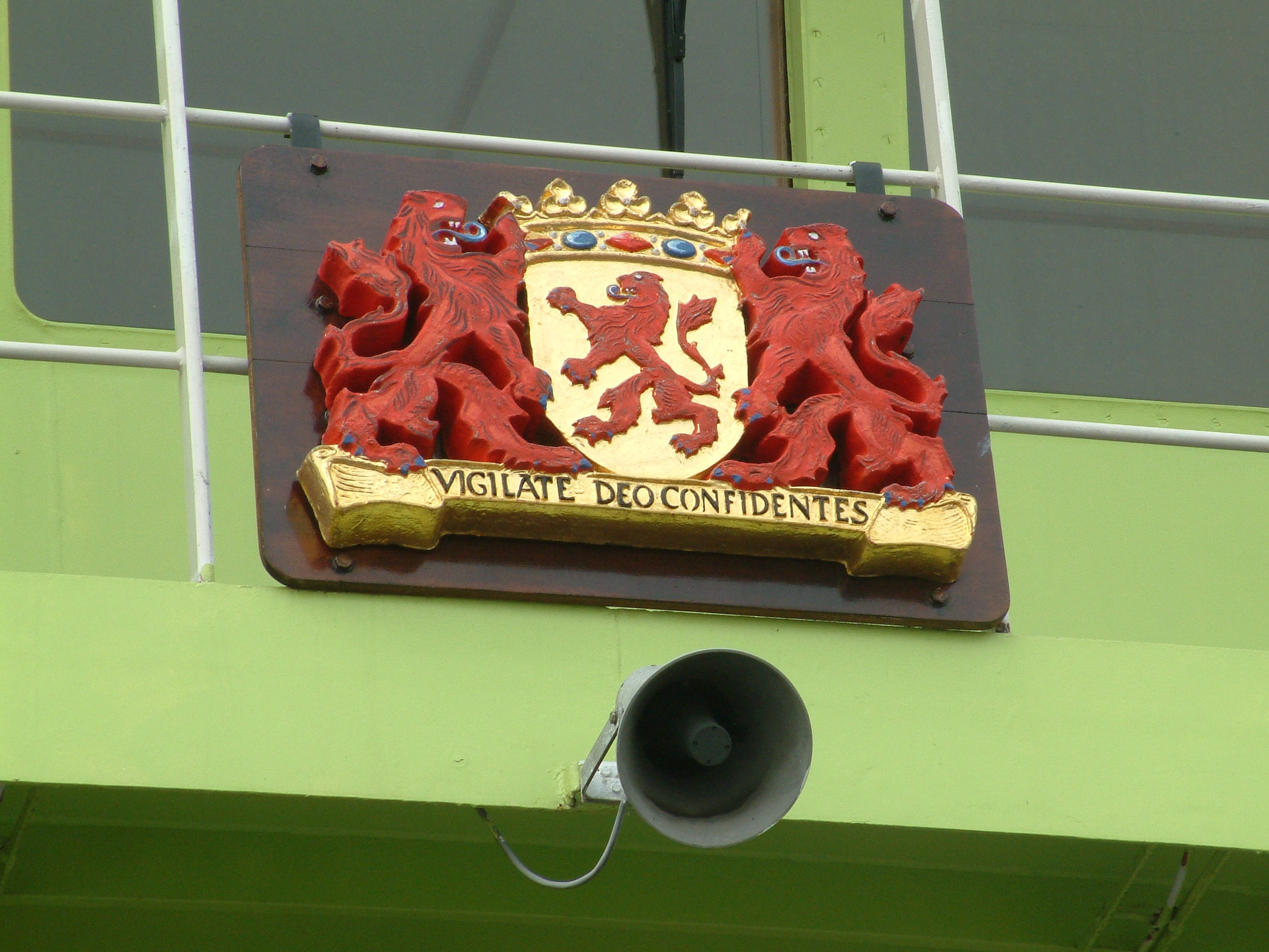
Wapenschild van de provincie Zuid-Holland op een van de veerboten

Het Veer Rozenburg-Maassluis is een veerverbinding over het Scheur tussen de plaatsen Rozenburg en Maassluis in Zuid-Holland, Nederland. Het vervoert voetgangers, fietsers, bromfietsers, motoren, personenauto's en vrachtauto's.

## Geschiedenis
De veerdienst tussen Maeslandtsluys (Maassluis) en Den Briel (het eiland Rozenburg/Blankenburg bestond nog niet), wordt voor het eerst genoemd in de 14e eeuw. De Heer van Voorne liet in het jaar 1332 volgens nog bestaande papieren de renten van de veren van Den Briel na aan zijn echtgenote Elizabeth. Het veer was een belangrijke schakel in de verbinding met de Zuid-Hollandse eilanden en Zeeland.
Rond 1728 zorgde landaanwas in de Maasmonding ervoor dat het Staeldiep werd afgesloten door het nieuwe eiland Rozenburg/Blankenburg. Er kwamen nu twee veren, namelijk Brielle-Rozenburg en Rozenburg-Maeslandtsluys. Het overbruggen van de afstand tussen beide aanlegplaatsen op het eiland Rozenburg vond plaats met een voermans- of wagenveer en duurde bijna een uur. 
Vanaf 1893 werd door de provincie Zuid-Holland een stoomveerboot ingezet op de verbinding Maassluis - Rozenburg. Het was de 'Burgemeester Vitus Baron van Heemstra', een boot van 54,232 ton die gebouwd is in 1893 en die tot 1905 dienst deed. De 'Hoofdingenieur van Elzelingen', onderhield van 1930 tot 1960 de verbinding. Dit stoomschip werd in 1950 omgebouwd tot motorschip en kreeg daarna ook radar aan boord. De 'Gorinchem V' was lange tijd het reserveschip.
De uitvoering van de provinciale veerdienst werd tientallen jaren lang uitgevoerd door rederij Van der Schuyt, Van den Boom en Stanfries NV. In 1961 kwam de koplader 'De Hoorn' in dienst, gevolgd door de 'Blankenburg' in 1965 en de 'Staeldiep' in 1970. Toen na de opening van de Botlektunnel in 1980 de vervoersvraag afnam werd 'De Hoorn' verkocht naar Schotland waar ze als 'Sound of Sleat' nog decennialang dienstdeed over het gelijknamige water. 
Van 2008 tot en met 2017 was Connexxion de exploitant. In 2018 werd de uitvoering na een aanbesteding opgedragen aan Ottevanger OV maar al in 2019 kwam de veerdienst in handen de Swets Group. AquaSwets B.V. werd in 2019 eigenaar van de schepen en exploitant van de veerdienst Maassluis-Rozenburg. De twee veerponten van het type koplader werden van de provincie overgenomen. De veerdienst opereerde onder de naam 'Blue Amigo'. Een van de afspraken was dat het veer zou worden geëxploiteerd tegen een geringe marge. Een enkele overtocht met een personenauto kostte in 2021 € 4,65, een voetganger betaalde € 0,95 en met een fiets, brommer of scooter betaalde men € 1,45. Door technische problemen vielen beide veerschepen in 2023 echter voor onbepaalde tijd uit. Uitsluitend fietsers en voetgangers konden nog twee keer per uur de oversteek maken met veerpont Otter. De provincie beëindigde daarom de samenwerking met AquaSwets wegens wanpresatie. AquaSmets B.V. ging failliet waardoor ook de Otter plotseling niet meer voer. Bij wijze van noodoplossing werd in samenwerking met de RET/RMC en de Koninklijke Roeiers Vereeniging Eendracht vervangend vervoer georganiseerd met de KRVE 71
Nadat Damen Shipyards Group de veerdienst overnam en de Blankenburg, die door de provincie Zuid-Holland van de curator van AquaSmets was aangekocht, herstelde kon de dienst tussen Maassluis en Rozenburg op 15 maart 2024 overdag voor alle verkeer worden hervat. Gedurende de avonduren blijft de service beperkt tot een fiets- en voetveerpont.

## Aanlegplaats
Het veer beschikt aan elke zijde over zes veerstoepen op verschillende hoogten naast elkaar, om zo bij iedere waterstand aan te kunnen meren.

## Schepen

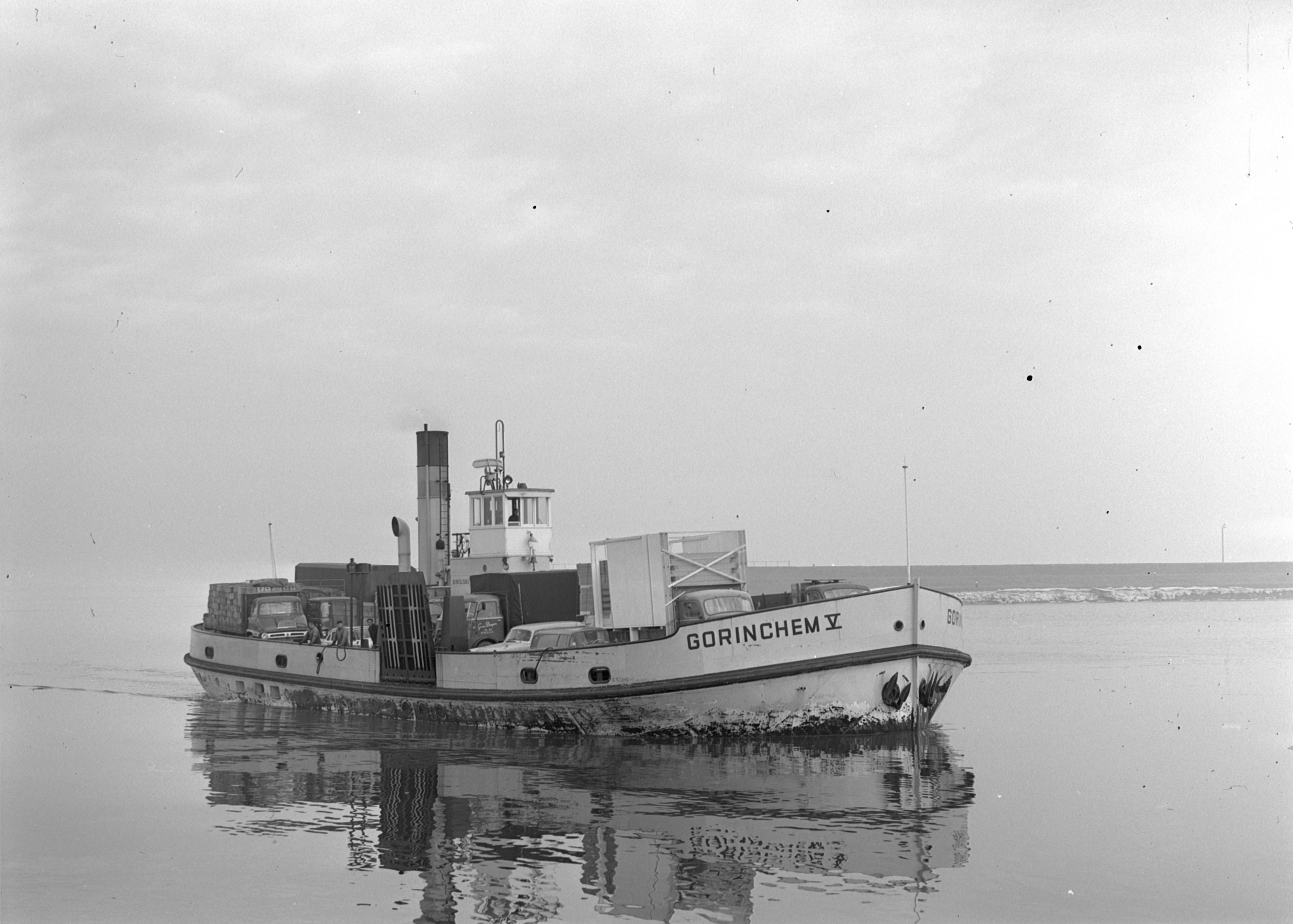
Gorinchem V
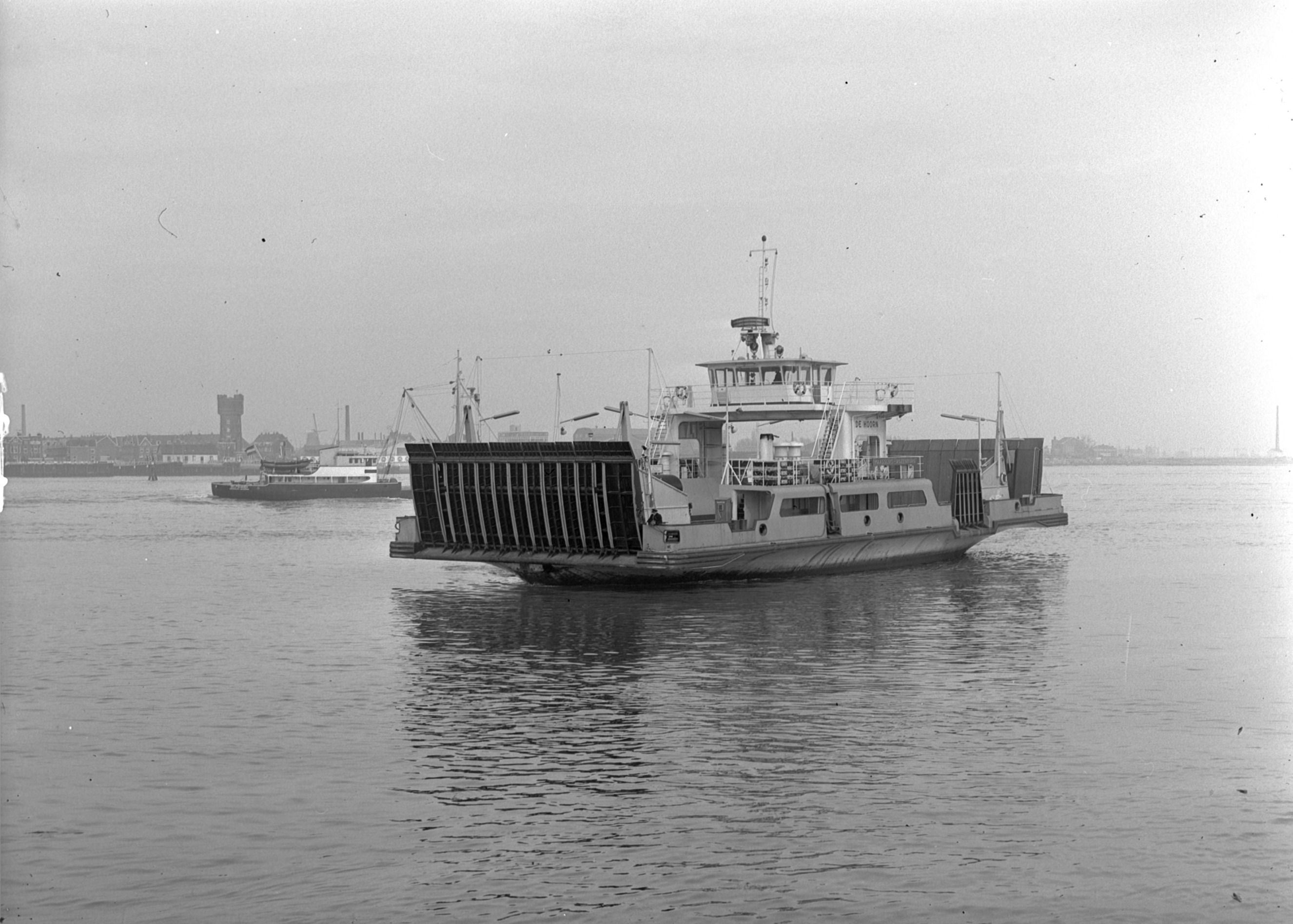
De Hoorn
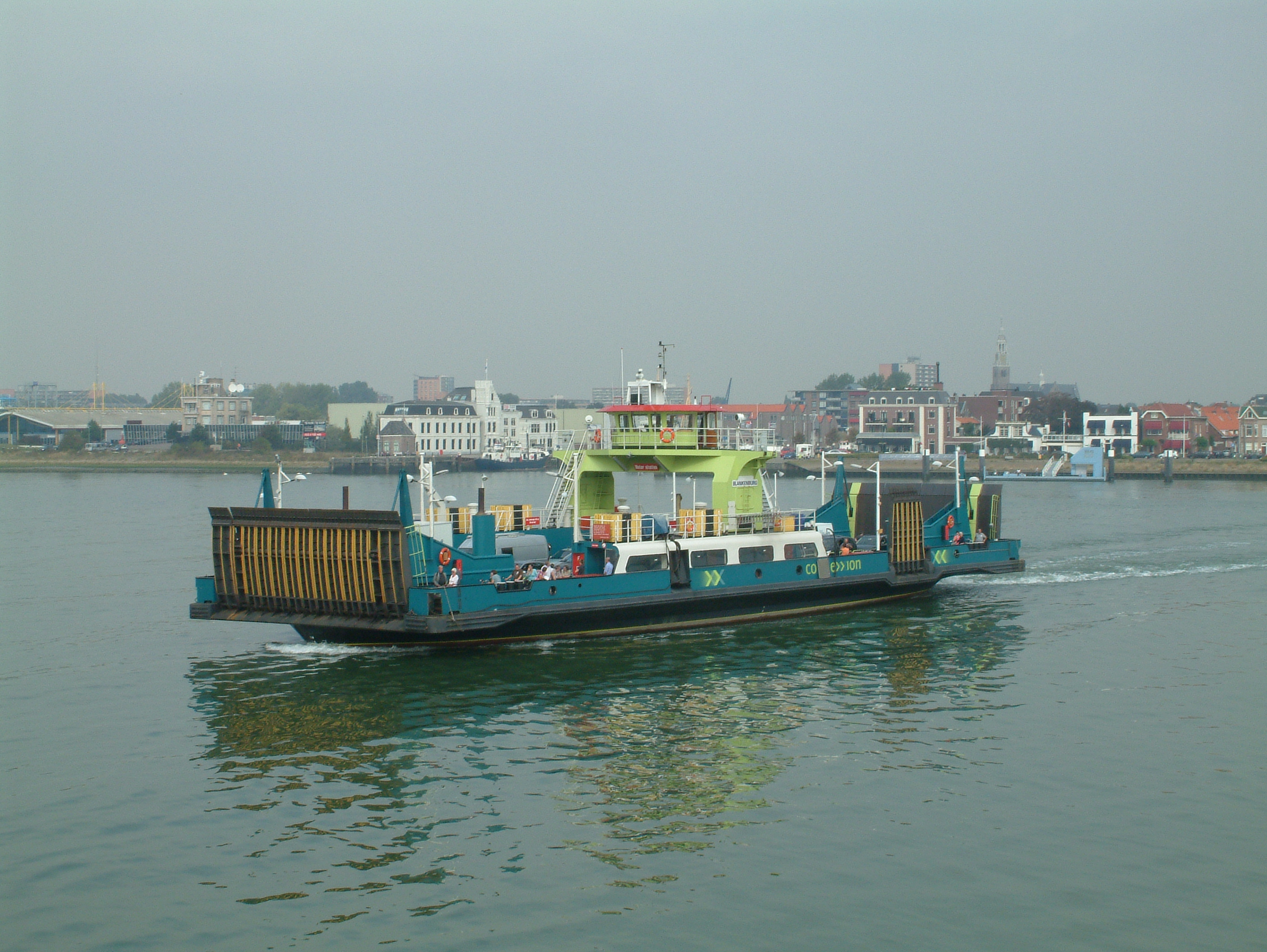
Blankenburg
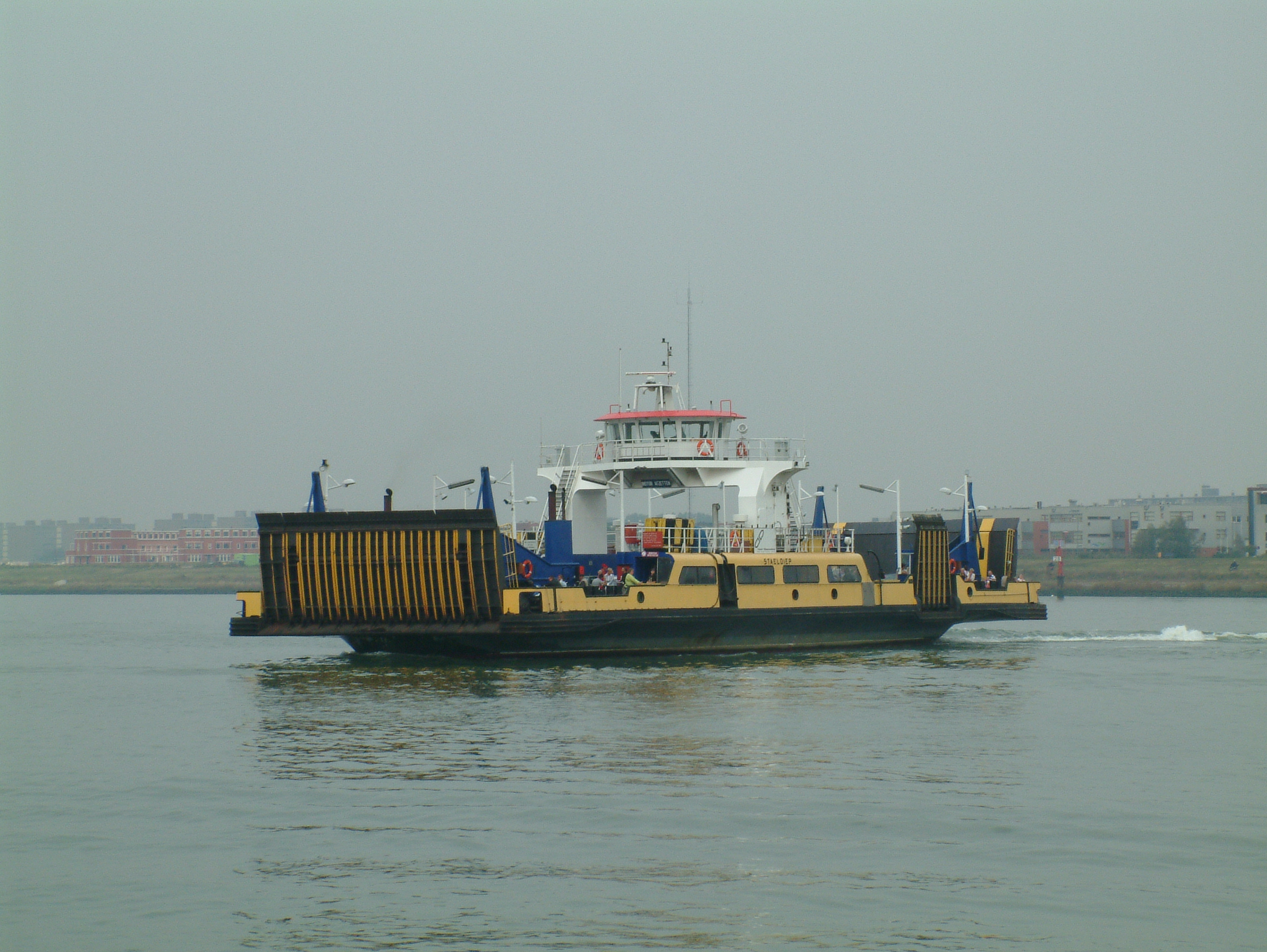
Staeldiep
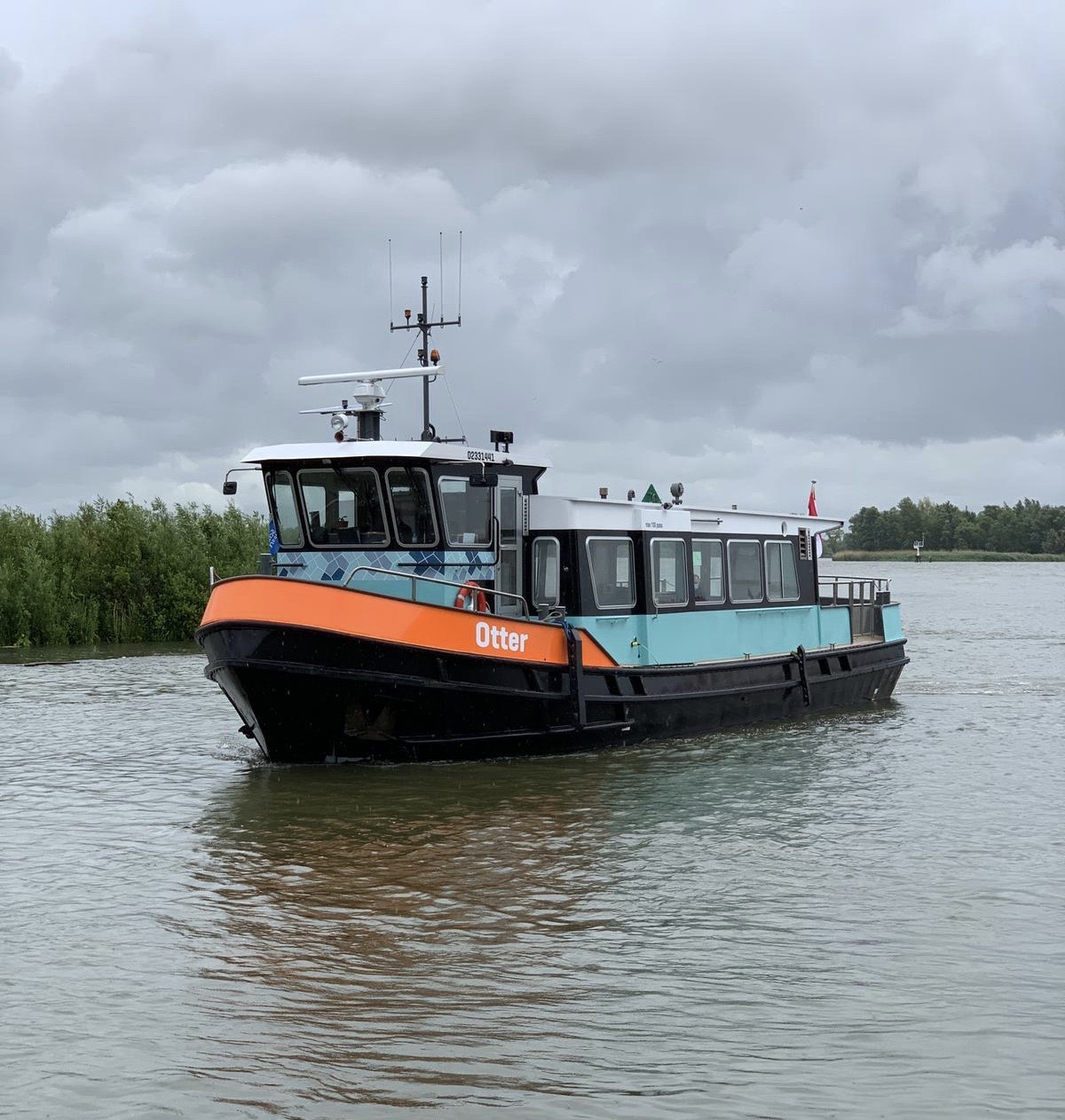
Otter
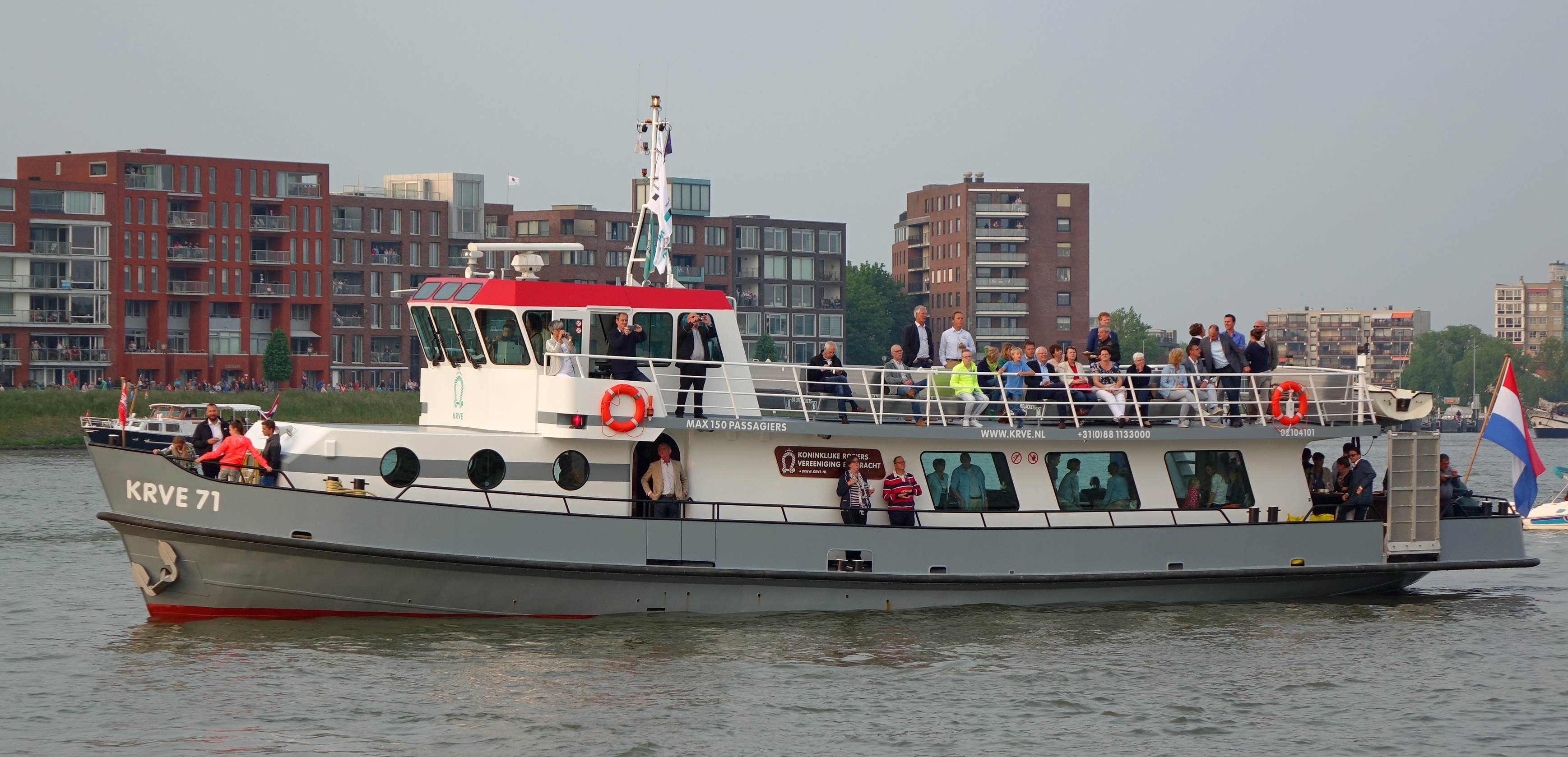
KRVE 71

## Toekomst
Begin 2013 stemde de Tweede Kamer in met een voorstel om de autosnelweg A24 met de Blankenburgtunnel aan te leggen. Dit zal na realisatie ervan gevolgen hebben voor de veerdienst. Aanleg van deze tunnel begon in voorjaar 2019 en de opening staat gepland voor 2024.